# Chula Vista
Chula Vista è una città degli Stati Uniti d'America, situata nella Contea di San Diego, nella California meridionale. Al censimento del 2000 la città possedeva una popolazione di 173 556 abitanti.